# Lei de Kleiber
A Lei de Kleiber, elaborada pelo cientista Max Kleiber, descreve a relação entre o tamanho corporal e a taxa metabólica de diversos animais. Estudando mamíferos, Kleiber concluiu que, em geral, a taxa metabólica corresponde à potência de 3/4 da massa corporal do animal , não seguindo a típica Lei do Quadrado Cubo. Pode-se dizer que, sendo q0 a taxa metabólica do animal e M a sua massa, então q0 ~ M¾, de forma que um gato com massa 100 vezes maior que a de um rato precisa apenas de 32 vezes a energia que o rato utiliza para se manter vivo, por exemplo . O valor do expoente na lei de Kleiber é uma medida empírica e não há, até hoje, nenhuma explicação teórica completamente satisfatória para a relação observada.  

## Max Kleiber
Max Kleiber (4 de Janeiro de 1893 - 5 de Janeiro de 1976) foi um biólogo suíço nascido na cidade de Zurique. Kleiber estudou nesta mesma cidade: graduou-se no Instituto Federal de Tecnologia como químico agrícola em 1920 e em 1924 conquistou seu título de doutorado em ciência, publicando sua tese “The Energy Concept in the Science of Nutrition" .
Em 1929, Kleiber foi para a Universidade da Califórnia, em Davis, para construir uma câmara respiratória, ou respirômetro, e pesquisar sobre energia e metabolismo de animais. Kleiber concluiu, em 1932, que a potência de 3/4 da massa corporal era capaz de prever a taxa metabólica basal de animais, permitindo a comparação entre as necessidades nutricionais entre animais de diferentes tamanhos . Ele foi também responsável por fornecer as bases para a conclusão de que a eficiência total da utilização de energia não depende do tamanho do corpo do animal. Esses conceitos fundamentais sobre energia e metabolismo encontram-se descritos e discutidos no livro “The Fire of Life”, publicado no ano de 1961 .
Max Kleiber foi também o primeiro a usar isótopos de importância biológica para estudar processos metabólicos em um animal vivo, o que atraiu estudantes e cientistas de todo o mundo para a Universidade da Califórnia para fazer parte da sua equipe de pesquisa. Ele escolheu a vaca leiteira para esses estudos devido à sua importância agrícola e às vantagens experimentais de ser um animal em lactação. Sua pesquisa resultou em mais de dois mil artigos científicos publicados, além de ter lhe conferido reconhecimento no mundo inteiro como pesquisador pioneiro em nutrição e metabolismo animal .

## Metabolismo e Termodinâmica
Metabolismo, do grego: “metabole”, que significa mudança, transformação,  pode ser definido como o conjunto de reações e transformações químicas totais que ocorrem em um organismo vivo. O metabolismo de, de modo geral, transforma matéria e energia de acordo com as leis da Termodinâmica,  ramo da física que estuda o movimento e transformação de energia.
Aplicando os conceitos da termodinâmica à biologia, temos que todos os organismos são sistemas abertos, pois estão sujeitos a trocas de energia e matéria com o ambiente em que estão inseridos. Eles absorvem energia do ambiente (por exemplo, energia luminosa do sol, energia química dos alimentos, etc.) e liberam energia em forma de calor e de produtos do seu metabolismo para o entorno, como dióxido de carbono e vapores d’água .

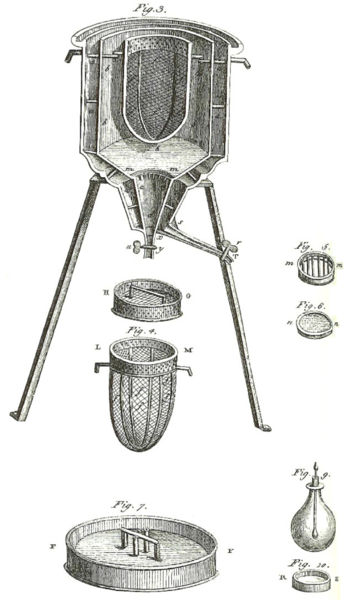
Esquema do Calorímetro de Lavoisier

Segundo a Primeira lei da Termodinâmica, uma aplicação do princípio da conservação da energia para os sistemas termodinâmicos, a energia pode ser transferida ou transformada, mas não pode ser destruída. Os organismos são transformadores de energia por excelência: as plantas, por exemplo, são organismos que convertem a energia luminosa do sol em energia química, o que faz delas transformadoras de energia, mas não produtoras; um urso converte energia química armazenada nas moléculas orgânicas do seu alimento em energia cinética durante seus processos biológicos para, por exemplo, que seu coração possa bombear o sangue . É a capacidade das células de transformar energia de um tipo em outro o que permite manter um organismo vivo .

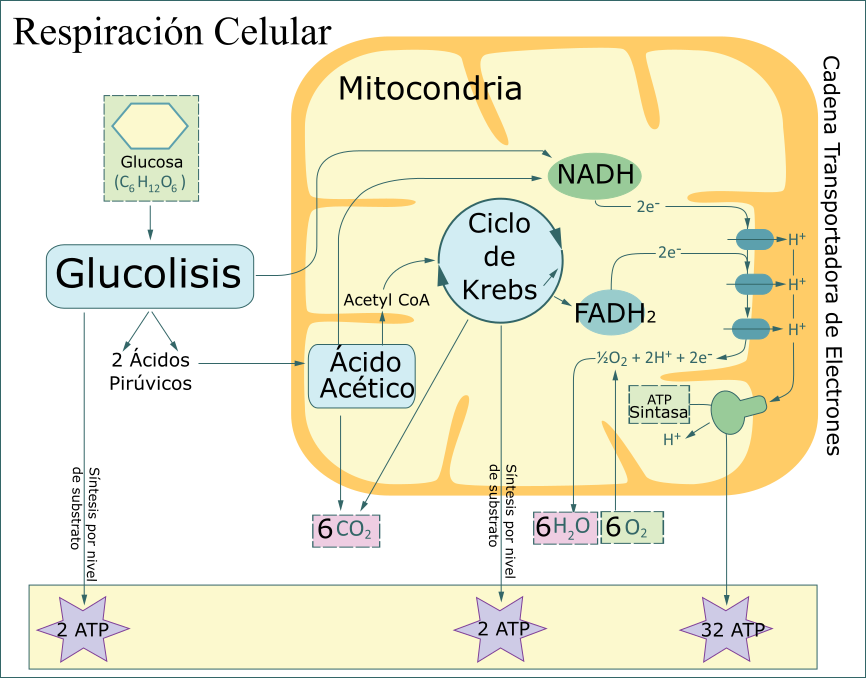
Modelo da respiração celular e participação da mitocôndria no metabolismo.

Já a Segunda Lei da Termodinâmica diz que toda transferência ou transformação de energia aumenta a entropia do universo. Isto é, a cada transformação ou transferência, parte da energia se torna não-utilizável pelos organismos, sendo liberada para o ambiente em forma de calor ou som, de modo a contribuir para a “desordem e aleatoriedade do universo”. Um cavalo correndo, por exemplo, contribui para o aumento da entropia no seu entorno devido à liberação de energia em forma de calor através da pele.
Uma forma aproximada de medir a taxa metabólica dos organismos é através da quantidade de calor liberado pelo corpo ou através da taxa de consumo de oxigênio, uma vez que praticamente todas as reações em um organismo vivo dependem do ATP produzido nas mitocôndrias a partir do alimento ingerido e o oxigênio. No processo de síntese de ATP, parte da energia é perdida em forma de calor, o que aumenta o grau de agitação aleatória das moléculas ao seu redor e permite que o calor se espalhe pela corrente sanguínea, aquecendo todo o corpo do animal, de modo a manter o ponto de equilíbrio térmico característico de sua espécie. Nós humanos, animais endotérmicos, temos uma temperatura corporal média de 37 °C, por exemplo.

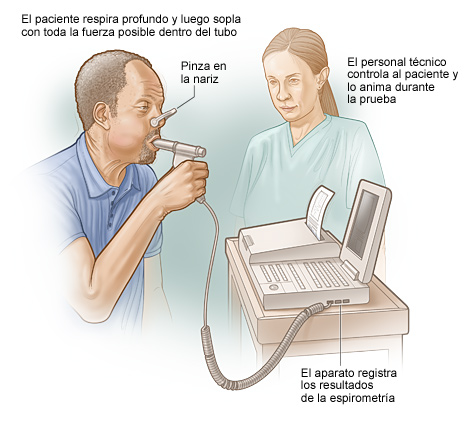
Espirômetro moderno

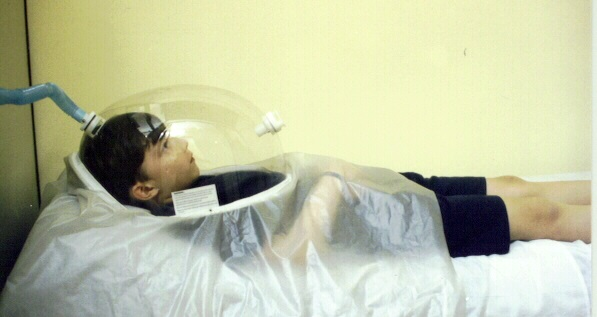
Calorimetria indireta moderna

Quando medimos a quantidade de calor que um corpo libera, estamos fazendo sua calorimetria direta. O procedimento consiste em colocar um animal dentro de uma câmara isolante, chamada calorímetro, e sua taxa metabólica é estimada a partir da temperatura adquirida pela água circulante ao redor da câmara, uma vez que ela absorve o calor que o animal perde nesse ambiente. Já a chamada calorimetria indireta, permite o cálculo da taxa metabólica partindo do consumo de oxigênio do organismo e, para isso, utilizamos um equipamento chamado espirômetro, o qual mede a quantidade de oxigênio consumida e de dióxido de carbono liberada .

### Taxa Metabólica Basal
A  taxa metabólica basal é a taxa metabólica do organimo em equilíbrio homeostático, baixa e constante, sendo comumente utilizada para realizar comparações do metabolismo entre indivíduos e diferentes espécies . Podemos medir a taxa metabólica basal de animais endotermos/ homeotermos (aves e mamíferos) tanto em ambientes fisiológicos quanto ambientais controlados: o animal precisa estar dentro da sua faixa de termoneutralidade (faixas de temperatura onde o organismo não precisa produzir calor endógeno para regular a sua temperatura corpórea), precisa estar em repouso absoluto e em jejum (evitando assim influências de aumento/diminuição na taxa metabólica).

Ter taxas metabólicas diferentes também significa que o tempo de vida total  dos animais é diferente, apesar de seus metabolismos terem a mesma “durabilidade” relativa, isto é, pode-se dizer que todos os mamíferos vivem mais ou menos a mesma “quantidade de vida” mesmo que isso não seja traduzido em igual “quantidade de tempo” . Assim, temos que o coração de um rato, de um lobo, de um cavalo e de uma uma baleia, por exemplo, batem mais ou menos a mesma quantidade de vezes ao longo de suas vidas, bem como seus pulmões respiram mais ou menos a mesma quantidade de vezes, porém em intervalos de tempo diferentes, de acordo com a velocidade da sua taxa metabólica. Portanto, o metabolismo dita "quanto tempo temos sobre a Terra" .

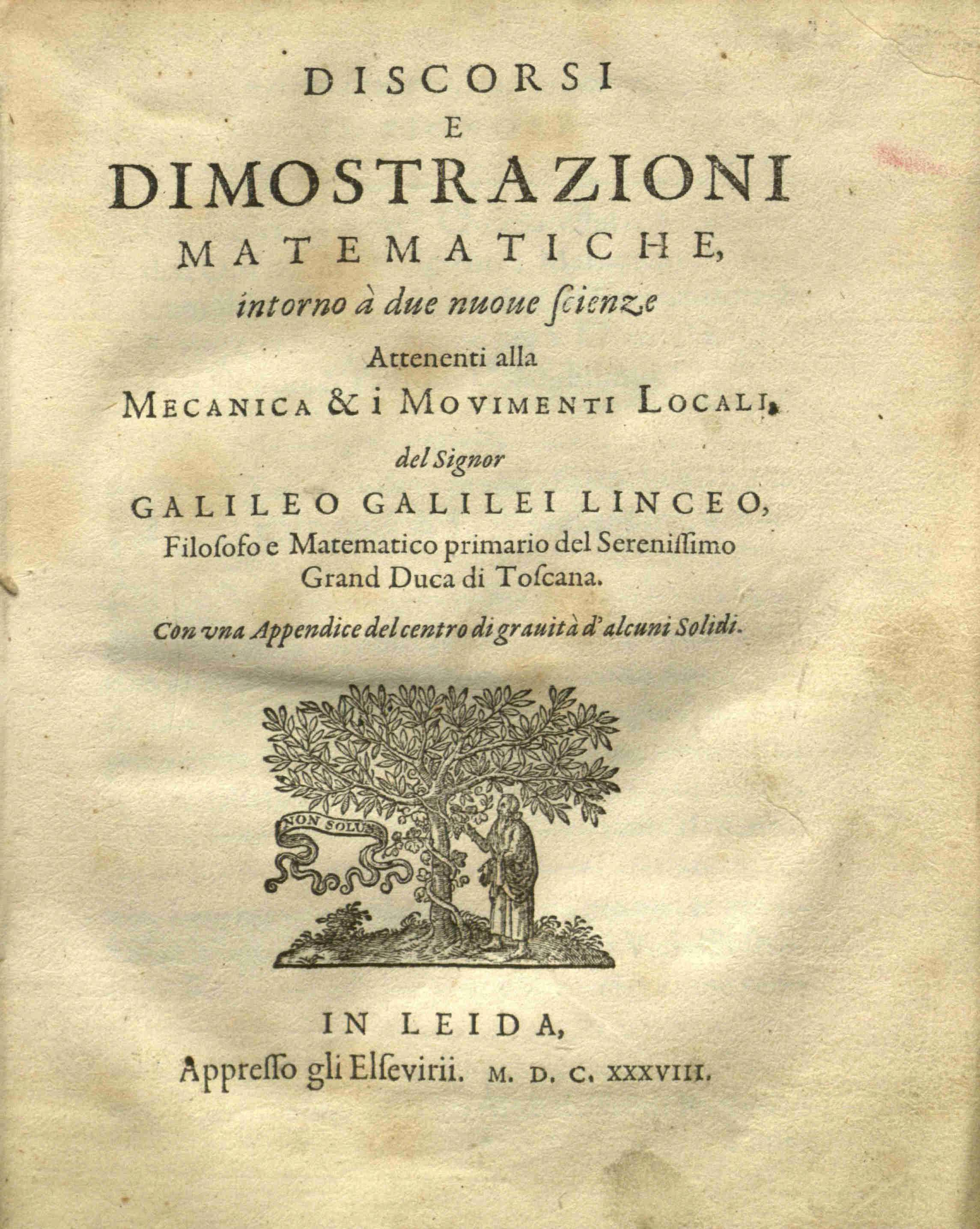
A lei do Quadrado-Cubo foi trabalhada primeiramente por Galileo Galiei na publicação Dimostrazioni Matematiche: Intorno a Due Nuove Scienze em 1638.

## Lei do Quadrado-Cubo
A Lei do Quadrado Cubo é um princípio matemático-geométrico descrito pela primeira vez por Galileo Galilei em 1638. Este princípio de larga empregabilidade é utilizado para descrever a relação entre volume e área de um corpo conforme suas dimensões aumentam ou diminuem . Resumidamente, o princípio estabelece que:
Quando um objeto é submetido a um aumento proporcional em tamanho, seu novo volume é proporcional ao cubo do multiplicador e sua nova superfície é proporcional ao quadrado do multiplicador.
Isto é, quando um objeto tem seu tamanho aumentado ou diminuído na mesma proporção, seu volume cresce mais rápido do que sua superfície. Aplicando esse princípio à biomecânica, sabe-se que um mamífero pequeno tem, proporcionalmente, mais superfície (pele) do que volume (órgãos) se comparado a uma mamífero grande.

## Lei de Kleiber

### Expoente 2⁄3

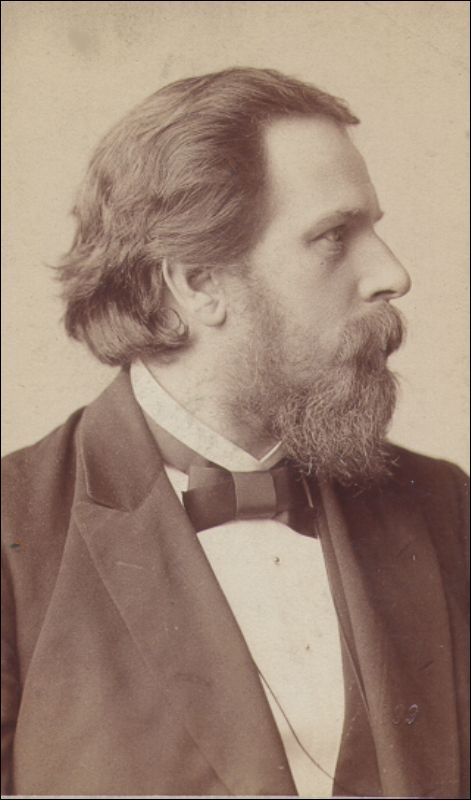
Max Rubner

Max Rubner, um fisiologista alemão do século XIX, percebeu que cães de pequeno porte perdem calor para o ambiente a uma taxa mais alta que cães de grande porte. Levando em consideração a lei do quadrado cubo, Rubner imaginou que isso ocorreria porque a superfície em relação à massa em um cão pequeno é maior do que essa relação nos cães de grande porte. Assim, a única forma de os cães pequenos manterem a mesma temperatura corporal que cães maiores, seria através de uma taxa metabólica mais acelerada. Ao medir a superfície do corpo e o volume dos cães, Rubner verificou que a superfície do corpo é proporcional à sua massa elevada a ⅔ (ou 0,67), conhecida como Lei da Superfície de Rubner. Extrapolando seus dados, a taxa metabólica de cães também cresceria em relação à sua massa numa proporção de M2/3 ou M0,67 .
Para entender melhor a Lei da Superfície de Rubner, basta retornar ao princípio geométrico do quadrado-cubo, já descrito. Assim, um objeto esférico tem a área de superfície (A) proporcional ao quadrado do seu raio (r), isto é, A α r². Já o volume (V) da mesma esfera é proporcional ao raio elevado ao cubo, sendo V α r³. Dessa maneira, pode-se descrever a expressão A α V2/3. Dessa forma, quando a esfera é aumentada, sua área e seu volume não aumentam proporcionalmente, conforme já demonstrado no caso do cubo. Assim, Rubner concluiu que a taxa metabólica basal B seria proporcional à massa M de cães elevado ao expoente ⅔. Baseando-se em estudos anteriores como os de Rubner, Kleiber esperava que o expoente ⅔ se confirmaria experimentalmente em seu trabalho de pesquisa. No entanto, não foi isso que aconteceu .

### Expoente 3⁄4
Nos anos 1930, o cientista Max Kleiber analisou a taxa metabólica basal em diversos mamíferos com massa entre 0,15 kg e 679 kg. Traçando um gráfico da taxa metabólica B (kcal/dia) em função da massa M (kg) , ele notou que os pontos formavam uma reta, cuja regressão linear é y=A.M0,75, em que y representa a taxa metabólica basal, M a massa corporal, A uma constante normalizada e ¾ (ou 0,75) o expoente empiricamente determinado que expressa a variação da taxa metabólica em função da massa corporal . Podemos encontrar seus gráficos em seu artigo de 1947, "Body Size and Metabolic Rate" ,
Esse resultado, diferente daquele descrito pela Lei de superfície de Rubner,  ficou conhecido como Lei de Kleiber e é descrita com detalhes em seu livro “The Fire of Life”, de 1961. Embora alguns trabalhos empíricos e estatísticos ainda  cheguem a um expoente de ⅔, como para organismos de massa com valores menores que 10 kg, a grande maioria dos trabalhos parece obedecer ao expoente de 3/4, elevando a Lei de Kleiber ao nível de paradigma central em fisiologia comparada .

## Exemplos da Lei de Kleiber
Como exemplo de aplicação da Lei de Kleiber, podemos imaginar um musaranho (família Soricidae), que é o menor mamífero do mundo: com um tamanho médio de 5 cm e peso entre 6 e 14 gramas , ele tem uma área de superfície relativamente grande em relação ao seu volume, com uma pele fina e alta condutância térmica em comparação com mamíferos maiores. Como o musaranho, tem poucas células (volume) gerando calor em seu corpo e proporcionalmente muita pele (superfície), o que faz com que esse calor se perca para o ambiente facilmente. Assim, seu metabolismo precisa funcionar de maneira mais acelerada a fim de repor tudo o que ele perde para o seu entorno.

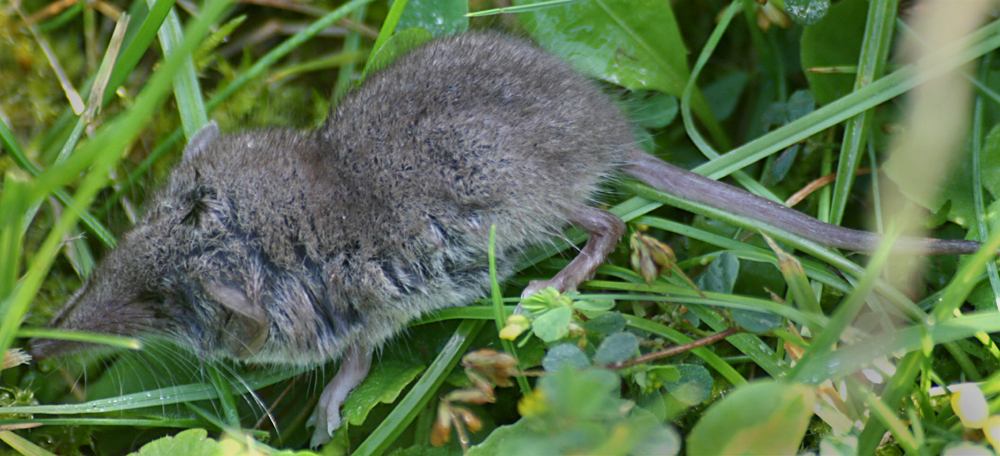
Exemplo de indivíduo da família Soricidae

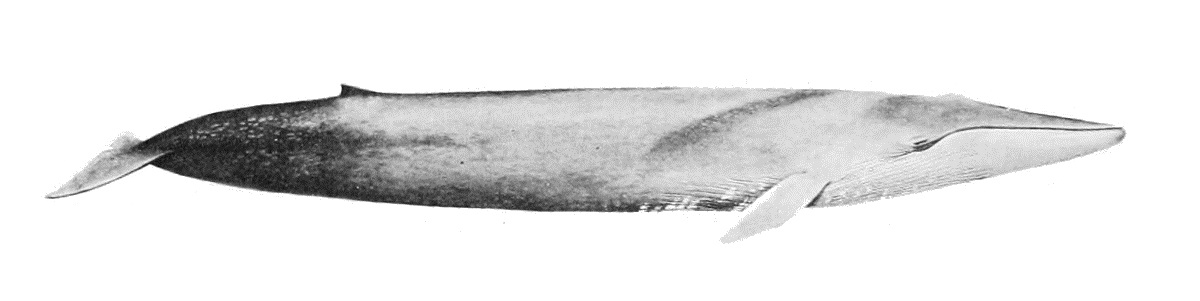
Baleia-Azul (Balaenoptera musculus)

Se uma baleia-azul (Balaenoptera musculus), o maior mamífero do mundo, com até 30m de comprimento e 180 toneladas , possuísse a mesma taxa metabólica basal de um musaranho, ela superaqueceria, levando à  desnaturação de suas proteínas e morte, uma vez que ela possui muitas células (volume) gerando calor para o seu corpo e, proporcionalmente, pouca pele (superfície) para que esse calor seja liberado. A baleia-azul precisa ter um metabolismo menos acelerado para que a temperatura do animal não se eleve demais e cause problemas ao funcionamento do organismo.

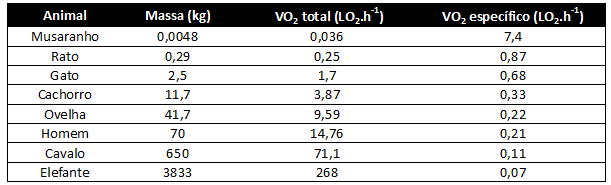
Tabela de consumo de oxigênio total e específico de acordo com a massa do animal (endotermo).

Em seus processos biológicos de transformação e transferência de energia, a baleia-azul consome, no total, muito mais oxigênio que o musaranho, uma vez que possui mais células. Mas esse aumento não segue a proporcionalidade apresentada para um simples cubo, ele segue a Lei de Kleiber. Isso se dá porque a taxa de oxigênio consumido por grama de cada animal, o que chamamos de taxa metabólica specífica, diminui com o aumento do tamanho do corpo quando comparamos diversos mamíferos, como podemos observar na tabela. Isso significa que os animais maiores funcionam com uma proporção menor de oxigênio por massa, o que faz com que seus metabolismos sejam mais lentos e não gerem superaquecimento . Plotando isso num gráfico, podemos prever com facilidade e de maneira generalizada, qual a eficiência de funcionamento do metabolismo de qualquer mamífero a partir de sua massa.

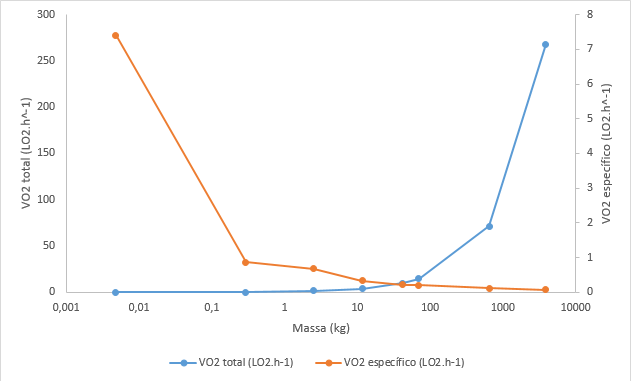
Gráfico da Velocidade de consumo de oxigênio em função da massa do animal (endotermo).

## Novos Estudos
Até hoje, a Lei de Kleiber não pôde ser completamente explicada física, biológica ou matematicamente, permanecendo como uma medida simplesmente empírica, que você mesmo poderia obter ao medir a massa, superfície e taxa metabólica dos animais. Além disso, a lei em si não aborda o fato de que diferentes organismos exibem diferentes formas, o que os levam a apresentar diferentes proporções de superfície-volume, mesmo que possuam tamanhos ou massas iguais.
A partir de novos estudos empíricos e teóricos, tem-se contestado o expoente de 0,75, uma vez que esse valor, na verdade, não seria uma lei universal. Ao longo dos anos, a Lei de Kleiber também foi extrapolada para outros organismos, e hoje já sabemos que  o expoente da relação entre massa e metabolismo varia significativamente entre diferentes grupos taxonômicos e entre estados fisiológicos: as aves, por exemplo, possuem um expoente de 0.657; insetos (organismos ectotérmicos), possuem um expoente que varia entre 0.74 e 0.8  (medições feitas entre 20 e 30 °C dependendo da espécie); e plantas possuem expoente que se aproxima do valor 1,0.
Na tentativa de abranger essa extensa variação observada, o cientista Douglas S. Glazier propôs então em 2005 um novo modelo, a hipótese de limites de nível metabólico, cuja sigla em inglês é MLB.  De acordo com a hipótese da MLB, o expoente dessa relação deve variar entre dois extremos, ⅔ e 1,0, de acordo com a influência relativa da área de superfície e volume na taxa metabólica de cada animal.
O modelo teórico apresentado em 1997 por Geoffrey West, Brian Enquist e James Brown, conhecido como o modelo WEB, tenta explicar o expoente da Lei de Kleiber numa abordagem mais sistêmica, através da distribuição de recursos pelo corpo por ramificações de capilares em diferentes níveis hierárquicos, como em fractais (distribuição por fluxo de sangue, por fluxo de seiva, etc.). Entretanto, essa hipótese tem sido criticada, uma vez que a ramificação capilar fractal não parece fundamental para se chegar teoricamente ao expoente 0,75.
1. 1 2  Kleiber, Max (Outubro de 1947). «BODY SIZE AND METABOLIC RATE». PHYSIOLOGICAL REVIEWS. Consultado em 14 de outubro de 2020
2. 1 2 3 4  Ballesteros, Fernando J.; Martinez, Vicent J.; Luque, Bartolo; Lacasa, Lucas; Valor, Enric; Moya, Andrés (23 de Janeiro de 2018). «On the thermodynamic origin of metabolic scaling». Scientific Reports. Consultado em 13 de Outubro de 2020
3. 1 2  Machine, Wayback.  «Memorial Kleiber». Consultado em 13 de outubro de 2020
4. ↑  «Max Kleiber, Animal Science: Davis». UC Libraries. 2011. Consultado em 10 de outubro de 2020
5. ↑  Kleiber, Max (1975). The Fire of Life: An Introduction to Animal Energetics. Universidade de Michigan: R. E. Krieger Publishing Company. 453 páginas
6. ↑  DiciMédico. «Etimologia e origem de Metabolismo». Dicionário de Etimologia Médico
7. 1 2 3  Randall, David; Burggren, Warren; French, Kathleen (1997). Eckert Animal Physiology- Mechanisms and Adaptations. New York: W.H. Freeman and Company
8. 1 2  Reece, Jane B.,; Cain, Michael L.; Urry, Lisa A. (2015). Biologia de CampBell 10° Ed. [S.l.]: Artmed
9. 1 2 3  Hill, Richard W.; Wyse, Gordon A.; Anderson, Margaret (2012). Animal Physiology 3 Ed. [S.l.]: Sinauer Associates, Inc.
10. ↑  Rodrigues, Jõao (16 de Janeiro de 2014). «DETERMINAÇÃO DA TAXA METABÓLICA | LABORATÓRIO ONLINE». FCiências. Consultado em 11 de Outubro de 2020
11. 1 2  GOULD, S.J (2004). O polegar do panda: reflexões sobre a história natural 2 Ed. São Paulo: Martins Fontes
12. ↑  JASTIFER, James R.; TOLEDO-PEREYRA, Luis H.; GUSTAFSON, Peter A. Galileo's contribution to modern orthopaedics. Journal of Investigative Surgery, v. 24, n. 4, p. 141-144, 2011.
13. 1 2  PEREIRA, WILLIAM ROBERTO LUIZ SILVA (16 de julho de 2012). «A lei da taxa metabólica: Lei de Rubner ou Lei de Kleiber ou generalização de Mandelbrot? 2/3, 3/4 ou dimensões fractadas?». crbiodigital.com.br. Consultado em 11 de outubro de 2020
14. ↑  Simão, Bruno Rodrigo (2017). DETERMINAÇÃO DE ÁREA, VOLUME E MASSA EM ANIMAIS DE INTERESSE ZOOTÉCNICO. Jaboticabal: Tese (doutorado) - Universidade Estadual Paulista, Faculdade de
Ciências Agrárias e Veterinárias. line feed character character in |editora= at position 64 (ajuda)
15. ↑  Mendes, Luis Gustavo (abril de 2010). «O expoente 3/4 comanda a vida!» (PDF). Tour da Matemática-UFRGS. Consultado em 11 de outubro de 2020
16. ↑  Oliveira, Flávio André Gomes (2013). Dissertação: Estratégias energéticas e comportamentais de adaptação à temperatura no musaranho-comum (Crocidura russula). Lisboa: UNIVERSIDADE DE LISBOA- FACULDADE DE CIÊNCIAS- DEPARTAMENTO DE BIOLOGIA ANIMAL
17. ↑  Fernandez, M., João F., Cravinho, M., Neto, Ana I., Azevedo, José M. N. (2016). "Guia de campo de identificação dos cetáceos dos Açores = Azores cetaceans field guide". [e-book] Ponta Delgada. URI: http://hdl.handle.net/10400.3/4185,
18. ↑  SCHMIDT-NIELSEN, K., 1996. Fisiologia animal: adaptação e meio ambiente.Editora Santos, São Paulo.
19. ↑  Niklas, Karl J; Kutschera, Ulrich (10 de Julho de 2015). «Kleiber's Law: How the Fire of Life ignited debate, fueled theory, and neglected plants as model organisms». Pub.Med. Consultado em 12 de outubro de 2020
20. ↑  Glazier, Douglas S. (22 de Junho de 2008). «Effects of metabolic level on the body size scaling of metabolic rate in birds and mammals». Consultado em 12 de outubro de 2020
21. ↑  Glazier, Douglas S. (4 de Janeiro de 2020). «Body-Mass Scaling of Metabolic Rate: What are the Relative Roles of Cellular versus Systemic Effects?». PMC US National Library of Medicine. Consultado em 13 de outubro de 2020